# Пентобарбітал
Пентобарбітал (англ. Pentobarbital, лат. Pentobarbitalum, також Нембутал, Етамінал-натрій) — синтетичний лікарський препарат, що належить до групи барбітуратів. Пентобарбітал переважно застосовується перорально, може застосовуватися ректально, а також внутрішньовенно і внутрішньом'язово. Пентобарбітал застосовується переважно як снодійний засіб, щоправда, застосування його натепер обмежене у зв'язку із швидким розвитком залежності від препарату, а також імовірним його передозуванням, що, зокрема, стало причиною смерті Мерілін Монро. Також препарат застосовується для смертної кари шляхом смертельної ін'єкції та для евтаназії в тих країнах, де вона дозволена.

## Фармакологічні властивості
Пентобарбітал — синтетичний лікарський засіб, що належить до групи барбітуратів. Механізм дії препарату полягає у подовженні періоду відкриття ГАМК-залежних каналів на постсинаптичних мембранах нейронів головного мозку, а також подовжується час виходу іонів хлору всередину нейронів та виникає гіперполяризація мембран. Наслідком цього є посилення ефекту гамма-аміномасляної кислоти та підвищенні чутливості ГАМК-рецепторів до свого медіатора, що призводить до гальмування міжнейронної передачі, переважно в ретикулярній формації, кінцевим наслідком чого є пригнічення свідомості. Пентобарбітал також сприяє міорелаксації, має протисудомну та седативну дію. Препарат початково застосовувався як снодійний засіб, проте натепер його застосування обмежене у зв'язку із швидким розвитком звикання до препарату та частим його неконтрольованим застосуванням. Зокрема, встановлено, що саме передозування пентобарбіталу було причиною смерті Мерілін Монро. Пентобарбітал, як і більшість препаратів з групи барбітуратів, також спричинює наркотичну залежність, яка після тривалого прийому препарату розвинуась у багаторічного керівника Радянського Союзу Леоніда Брежнєва. У 1999 році основний виробник оригінального пентобарбіталу («Нембуталу») американська компанія «Abbott Pharmaceuticals» припинила випуск пероральних форм препарату, продовживши випуск лише ін'єкційних форм препарату.

### Фармакокінетика
Пентобарбітал при внутрішньовенному застосуванні швидко всмоктується, початок дії препарату спостерігається вже за 1 хвилину після внутрішньовенного введення препарату та за 10—25 хвилин після внутрішньом'язового введення. Біодоступність препарату при пероральному застосуванні становить 70—90 %. Препарат у помірній кількості (на 35–456 %) зв'язується з білками плазми крові. Препарат добре проникає через гематоенцефалічний бар'єр, через плацентарний бар'єр та виділяється в грудне молоко. Метаболізується препарат у печінці з утворенням переважно неактивних метаболітів, частково з утворенням фенобарбітала, який також є лікарським препаратом. Виводиться тіопентал натрію з організму переважно з сечею у вигляді метаболітів. Період напіввиведення препарату варіює від 5 до 50 годин.

## Покази до медичного застосування
Пентобарбітал застосовується в анестезіології для ввідного наркозу або для знеболення при короткочасних оперативних втручаннях, або болючих діагностичних чи лікувальних маніпуляціях, при безсонні, приступах судом, для виведення з медикаментозної залежності, а також при психомоторному збудженні.

## Побічна дія
При застосуванні пентобарбіталу побічні ефекти є відносно частими, та характерними також при застосуванні й інших препаратів з групи барбітуратів. З боку дихальної системи можуть спостерігатися пригнічення дихання, кашель, бронхоспазм, ларингоспазм. З боку серцево-судинної системи можуть спостерігатися артеріальна гіпотензія або гіпертензія, брадикардія. З боку нервової системи можуть спостерігатися збільшення частоти судом, галюцинації, безсоння, а також звикання до препарату. З боку травної системи спостерігаються гепатит, холестатичний синдром, гостра печінкова недостатність. Часто спостерігаються також алергічні реакції, аж до розвитку синдрому Стівенса-Джонсона. Рідкісними побічними ефектами пентобарбіталу є мегалобластна анемія, гіпокальціємія, остеомаляція, хвороба Пейроні, контрактура Дюпюїтрена.
При передозуванні препарату спостерігається пригнічення дихання аж до апное, ларингоспазм, артеріальна гіпотензія, тахікардія, зупинка серця, набряк легень, делірій. При передозуванні тіопенталу натрію застосовують специфічний антагоніст барбітуратів бемегрид, при зупинці дихання застосовується штучна вентиляція легень, інгаляція кисню, при ларингоспазмі застосовуються міорелаксанти.

## Протипокази
Пентобарбітал протипоказаний при підвищеній чутливості до препарату або до інших похідних барбітуратів, важких порушеннях функції функції дихання і пневмонії, приступах порфірії у хворого або в родичів.

## Форми випуску
Пентобарбітал випускається у вигляді желатинових капсул по 0,05 і 0,1 г; ампул по 1 мл 0,5 % розчину; суппозиторіїв із вмістом діючої речовини 25 і 50 мг.

## Застосування для проведення страти
Пентобарбітал застосовується для проведення смертної кари шляхом смертельної ін'єкції. Цей спосіб смертної кари запроваджений у низці штатів США, та полягає у внутрішньовенному введенні тіопенталу натрію як снодійного та знеболювального засобу, разом із міорелаксантом панкуронієм, який паралізує дихальні м'язи, та хлоридом калію, який спричинює у великих дозах зупинку серця. Цей спосіб смертної кари застосовується також у низці азійських країн (Філіппіни, Китай, В'єтнам, Таїланд). Недоліком цього способу страти є часто поганий розрахунок дози препарату, а також непрофесійне виконання ін'єкції, коли препарат вводиться не у вену, а внутрішньом'язово або внутрішньоартеріально, у зв'язку з тим, що в США професійним медикам заборонено брати участь у процедурі страти. Наслідком цього є затягування тривалості страти, а також надмірні страждання засуджених під час виконання вироку, що призвело до відмови влади кількох американських штатів від застосування цього виду страти.

## Застосування для проведення евтаназії
Пентобарбітал застосовується для проведення евтаназії в тих країнах, де вона дозволена (зокрема Бельгії та Нідерландах). Для проведення евтаназії проводиться внутрішньовенна ін'єкція підвищених доз тіопенталу натрію разом із міорелаксантом панкуронієм або верокуронієм, який паралізує дихальні м'язи.

## Застосування у ветеринарії
Пентобарбітал застосовується у ветеринарії як засіб для евтаназії у безнадійно хворих собак, котів, овець, кіз, свиней, коней, кролів та великої рогатої худоби.